# Mrgavet
Mrgavet (in armeno Մրգավետ?, fino al 1945 Gharadaghlu, fino al 1967 Tsaghkashen) è un comune dell'Armenia di 2 320 abitanti (2008), situato nella provincia di Ararat.